# Amata cerbera
Amata cerbera är en fjärilsart som beskrevs av Carl von Linné 1764. Amata cerbera ingår i släktet Amata och familjen björnspinnare. Inga underarter finns listade i Catalogue of Life.

## Bildgalleri

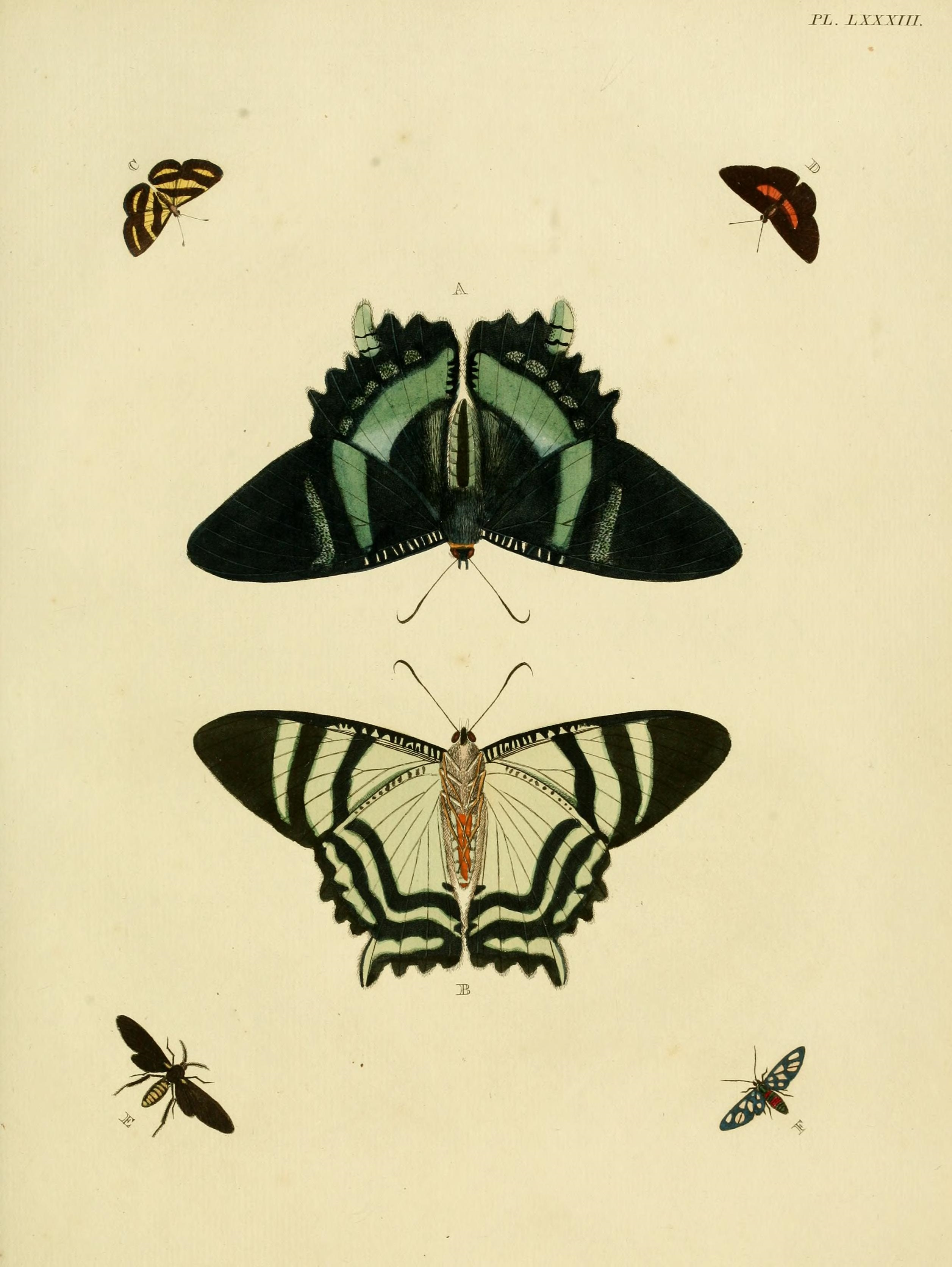